# Bezirk Altona
Bezirk Altona er det vestligste af de syv bezirke (distrikter) i den tyske bystat Hamborg. Det er for størstedelens vedkommende identisk med den indtil 1938 selvstændige by Altona – med undtagelse af Eidelstedt og Stellingen-Langenfelde, der nu tilhører Hamborgs Bezirk Eimsbüttel, samt nogle ændringer af grænsen til St. Pauli.

## Bydele
Bezirket består af 14 bydele, der pr. 2001 kan opdeles i tre typer alt efter bebyggelser og befolkningstæthed:
- De østlige bydele i bezirket (Altona-Altstadt, Altona-Nord, Ottensen og den i 2008 nyoprettede bydel Sternschanze), der stort set svarer til den gamle bykerne, med 9.400 til 11.300 indbyggere pr. km² (mestendels etagebyggeri)
- De nordligt beliggende bydele (Bahrenfeld, Groß Flottbek, Iserbrook, Lurup, Osdorf), med 2.300 til 5.000 indbyggere pr. km² (blandet byggeri)
- De vestlige Elb-forstæder (Blankenese, Nienstedten, Othmarschen og Rissen) herunder den delvist landlige bydel Sülldorf, med 900 til 1.800 indbyggere pr. km² (overvejende parcelhuse og villaer).

## Geografi
Altona grænser i syd og øst op til Bezirk Hamburg-Mitte, i nordøst til Bezirk Eimsbüttel og i nord og vest til delstaten Slesvig-Holsten; desuden udgør midten af Elben hhv. den ubeboede ø Neßsand i sydvest grænsen mod delstaten Niedersachsen.
Landskabsmæssigt er bezirket opdelt i tre striber land, som over cirka 15 km løber fra vest til øst parallelt med Elben:
- Den meget smalle, ikke inddæmmede "Elbstrand", begrænset af en stejlt stigende skråning til oplandet.
- Den i saaleistiden opståede "højbred" (randmorænevold), som i Blankenese (Falkenstein, Bismarckstein, Süllberg) rager op i en højde til cirka 90 meter, og kun på få steder er gennembrudt på grund af udmunding af bække; ved Fischmarkt af Pepermölenbek og i Teufelsbrück af Flottbek.
- Den indenlands tilstødende, overvejende flade gest, hvis nordvestlige del stadig anvendes til landbrug (Osdorfer hhv. Sülldorf-Rissener Feldmark), og hvor Klövensteen desuden udgør et større skovområde.